# Греза
Греза (бел. Грэза) — река в Могилёвском и Быховском районах Могилёвской области (Белоруссия). Левый приток реки Друть (бассейн Днепра).
Длина реки равна 51 км, по другим данным — 49 км. Площадь водосборного бассейна — 458 км². Среднегодовой расход воды в приустьевой части составляет 2,5 м³/с. Средний уклон водной поверхности — 0,7 ‰. Густота речной сети бассейна — 0,4 км/км².
Основной приток — Езва (левый). Притоки: Ректа, Мошна, Вьюнок. Впадает в Друть. В реку сбрасывается вода из мелиоративных каналов.
Начинается у юго-восточной окраины села Загрезье Могилевской области, протекает по Центральноберезинской равнине, и впадает в Друть на южной окраине села Вязьма Быховского района. Долина реки имеет трапециевидный профиль и ширину 1-1,5 км. Пойма двусторонняя, местами изрезана старыми протоками и канавами, имеет ширину 0,4-0,5 км. Русло реки на всем протяжении канализировано. Ширина реки в верховьях 4-6 м, в низовьях — около 10 м. Берега умеренно крутые, открытые, поросшие луговыми травами. 58 % площади водосбора занято смешанными и хвойными лесами.
В пойме реки Студёнковское водохранилище.
С Грезой связаны населённые пункты: Городец, Гумарня, Вязьма, Лубянка, Студёнка и Дунаёк.